# Barenburg
Barenburg er en kommune i amtet ("Samtgemeinde") Kirchdorf i Landkreis Diepholz i den tyske delstat Niedersachsen. Bahrenborstel ligger mellem Naturpark Dümmer og Naturpark Steinhuder Meer omkring midt mellem Bremen og Minden 6 km syd for Sulingen.
I Barenburg munder den fra Sulingen kommende flod Kleine Aue ud i Große Aue, som løber videre mod øst, og munder ud i Weser syd for Nienburg.